# Roßtal
Roßtal er en købstad (markt) i Landkreis Fürth i Regierungsbezirk Mittelfranken i den tyske delstat Bayern.

## Geografi
Roßtal ligger omkring 15 kilometer vest for Nürnberg. Floden Bibert Løber gennem den nordlige del af kommunen.

### Inddeling
Ud over hovedbyen Roßtal omfater kommunen 16 landsbyer og bebyggelser:

| - Buchschwabach - Buttendorf - Clarsbach - Defersdorf | - Großweismannsdorf - Kleinweismannsdorf - Herboldshof - Kastenreuth | - Kernmühle - Neuses - Oedenreuth - Raitersaich | - Stöckach - Trettendorf - Wimpashof - Weitersdorf |

### Nabokommuner
Nabokommuner til Roßtal er (med uret fra nord):
- Ammerndorf
- Zirndorf
- Stein
- Rohr
- Heilsbronn
- Großhabersdorf

- Die Hallenkrypta des frühromanischen Kirchenbaus von 1025 bis 1042 unter der Pfarrkirche